# Chiesa dell'Immacolata Concezione (Farra d'Isonzo)
La chiesa dell'Immacolata Concezione è una chiesa sita in borgo Zuppini a Farra d'Isonzo. La chiesa risale al XVII secolo. Apparteneva alla famiglia gradiscana dei conti Zuppini. Nel novembre del 1665 l'imperatore Leopoldo confermò il titolo nobiliare ai tre fratelli Giovanni Battista, Antonio e Filippo. La chiesa fu eretta su terra di proprietà dei Zuppini da Conte Giovanni Battista per soddisfare un voto, in seguito alla guarigione da una malattia. Venne dedicata all'Immacolata Concezione, a cui il conte si era rivolto per implorare la grazia. Si tratta della più antica chiesa della diocesi con l’intitolazione all’Immacolata Concezione.

## Storia
La chiesa dell'Immacolata Concezione di borgo Zuppini a Farra risulta essere la più antica dell’arcidiocese sotto questo titolo. Fu eretta come voto dal conte Giovanni Battista Zuppini, in seguito alla guarigione da una grave malattia. Fu eretta tra il 1665 - anno in cui il titolo nobiliare dei Zuppini venne confermato - e il 1669, anno in cui la chiesa fu benedetta. L’edificio fu restaurato nella seconda metà del XIX secolo. Ulteriori interventi di manutenzione furono effettuati nel corso del tempo. Tuttavia, non vi sono fonti che li attestino con certezza e ne forniscano entità e dettagli. Probabilmente alla fine della prima guerra mondiale fu riparata dai danni subiti ed in seguito benedetta nuovamente. L’edificio versa in uno stato di precarietà strutturale tale da essere interdetto al pubblico utilizzo e necessita un intervento urgente. Nonostante "l’incuria della Parrocchia proprietaria", la chiesa viene ancora considerata parte della comunità di Farra, una memoria della fede dei propri avi. La chiesa dovrebbe essere riaperta al culto, poiché qui si celebrava tradizionalmente la cerimonia della Benedizione dell’Ulivo nella Domenica delle Palme, seguita poi da una processione verso la Parrocchia. La cerimonia ha ancora luogo, ma essendo la cappella inagibile, essa avviene all'esterno della chiesetta.